# Powiat Stendal
Powiat Stendal (niem. Landkreis Stendal) – powiat w niemieckim kraju związkowym Saksonia-Anhalt. Powiat sąsiaduje z Brandenburgią i Dolną Saksonią, powiatami z którym graniczy to: Jerichower Land, Börde, Altmarkkreis Salzwedel, Lüchow-Dannenberg (Dolna Saksonia) i powiaty Prignitz, Ostprignitz-Ruppin i Havelland w Brandenburgii. Siedzibą powiatu jest miasto Stendal. Najbardziej na północ położony powiat kraju związkowego.

## Podział administracyjny
Powiat Stendal składa się z:
- sześciu gmin miejskich (Stadt)
- trzech gmin związkowych (Verbandsgemeinde)

Gminy miejskie:
| Lp. | Nazwa gminy miejskiej | Ludność (31.12.2009) | Powierzchnia km² |
| --- | --------------------- | -------------------- | ---------------- |
| 1   | Bismark (Altmark)     | 9.253                | 289,43           |
| 2   | Havelberg             | 7.124                | 149,13           |
| 3   | Osterburg (Altmark)   | 11.139               | 229,74           |
| 4   | Stendal               | 42.717               | 268,02           |
| 5   | Tangerhütte           | 12.021               | 294,73           |
| 6   | Tangermünde           | 11.005               | 89,87            |

Gminy związkowe:
| Lp. | Nazwa gminy związkowej | Ludność (31.12.2009) | Powierzchnia km² | Liczba gmin |
| --- | ---------------------- | -------------------- | ---------------- | ----------- |
| 1   | Arneburg-Goldbeck      | 9.508                | 304,10           | 8           |
| 2   | Elbe-Havel-Land        | 9.183                | 360,38           | 6           |
| 3   | Seehausen (Altmark)    | 11.231               | 43,76            | 5           |

## Zmiany terytorialne
- 15 kwietnia 1999
  - Przyłączenie gminy Bindfelde do miasta Stendal

Rozwiązanie wspólnoty administracyjnej Stendal
- 1 stycznia 2002
  - Połączenie gmin Jederitz, Nitzow i Vehlgast-Kümmernitz w miasto Havelberg

Rozwiązanie wspólnoty administracyjnej Havelberg
- 1 stycznia 2005
  - Przyłączenie gmin Garz, Kuhlhausen i Warnau do miasta Havelberg
  - Przyłączenie gminy Jarchau do miasta Stendal
- 31 grudnia 2008
  - Przyłączenie gminy Hindenburg do Hohenberg-Krusemark
- 1 stycznia 2009
  - Przyłączenie gminy Bertkow do Goldbeck
  - Przyłączenie gminy Altenzaun do Hohenberg-Krusemark
- 1 lipca 2009
  - Przyłączenie gminy Beelitz do miasta Arneburg
  - Przyłączenie gminy Sanne do Hassel
  - Przyłączenie gminy Sandauerholz do Iden
  - Przyłączenie gmin Ballerstedt, Düsedau, Erxleben, Flessau, Gladigau, Königsmark, Krevese, Meseberg, Rossau i Walsleben do miasta Osterburg (Altmark)

Rozwiązanie wspólnoty administracyjnej Osterburg (Altmark)
- 1 stycznia 2010
  - Przyłączenie gmin Buchholz, Groß Schwechten, Heeren, Möringen, Nahrstedt, Staats, Uchtspringe, Uenglingen, Volgfelde i Wittenmoor do miasta Stendal

Rozwiązanie wspólnoty administracyjnej Stendal-Uchtetal
  - Przyłączenie gmin Badingen, Berkau, Büste, Dobberkau, Garlipp, Grassau, Hohenwulsch, Holzhausen, Käthen, Kläden, Könnigde, Kremkau, Meßdorf, Querstedt, Schäplitz, Schernikau, Schorstedt i Steinfeld do miasta Bismark (Altmark)

Rozwiązanie wspólnoty administracyjnej Bismark/Kläden
  - Przyłączenie gmin Bölsdorf, Buch, Grobleben, Hämerten, Langensalzwedel, Miltern i Storkau do miasta Tangermünde

Rozwiązanie wspólnoty administracyjnej Tangermünde
  - Przyłączenie gminy Behrendorf do Werben (Elbe)
  - Przyłączenie gmin Baben i Lindtorf do Eichstedt (Altmark)
  - Przyłączenie gmin Schönfeld i Wulkau do Kamern
  - Przyłączenie gminy Neuermark-Lübars do Klietz
  - Przyłączenie gminy Hohengöhren do Schönhausen (Elbe)
  - Połączenie gmin Fischbeck (Elbe) i Wust w Wust-Fischbeck
  - Połączenie gmin Boock, Bretsch, Gagel, Heiligenfelde, Kossebau, Losse i Lückstedt w Altmärkische Höhe
  - Połączenie gmin Falkenberg, Lichterfelde, Neukirchen (Altmark) i Wendemark w Altmärkische Wische
  - Połączenie gmin Gollensdorf i Groß Garz w Zehrental
  - Połączenie gmin Aulosen, Krüden, Pollitz i Wanzer w Aland
  - Przyłączenie gmin Beuster, Geestgottberg i Losenrade do Seehausen (Altmark)
- 29 kwietnia 2010
  - Przyłączenie gminy Vinzelberg do Stendal
- 31 maja 2010
  - Przyłączenie gmin Bellingen, Birkholz, Bittkau, Cobbel, Demker, Grieben, Hüselitz, Jerchel, Kehnert, Lüderitz, Ringfurth, Schelldorf, Schernebeck, Schönwalde (Altmark), Uchtdorf, Uetz, Weißewarte i Windberge do miasta Tangerhütte

Rozwiązanie wspólnoty administracyjnej Tangerhütte-Land
- 1 września 2010
  - Przyłączenie gminy Wahrenberg do Aland
- 1 stycznia 2011
  - Przyłączenie gminy Klein Schwechten do Rochau